# Norbert Artner (Komponist)

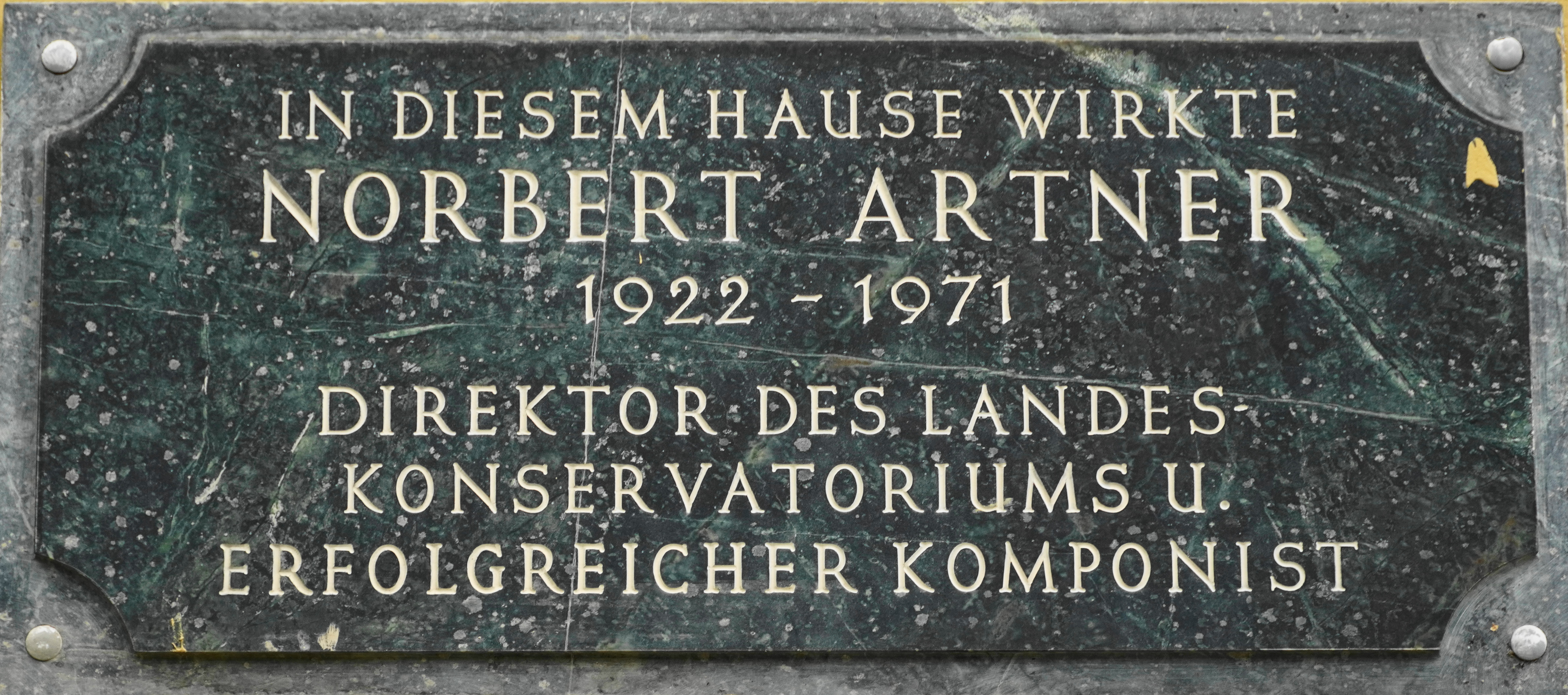
Gedenktafel am Haus Bahnhofstraße 11, Sankt Veit an der Glan

Norbert Paul Artner (* 2. November 1922 in Obermühlbach bei Frauenstein; † 24. Juli 1971 in Klagenfurt) war ein österreichischer Komponist und Musikpädagoge.

## Leben
Norbert Artner wurde am 2. November 1922 als Sohn von Maximilian Artner (* 15. September 1884) und dessen Ehefrau Pauline (geborene Pötscher; * 17. Februar 1888) in Obermühlbach bei Frauenstein geboren und wurde am 6. November 1922 auf den Namen Norbert Paul getauft. Die Familie bewohnte zu dieser Zeit die Villa Fernblick im Hammergraben.
Nach seiner allgemeinen Schulausbildung studierte er von 1936 bis 1941 am Kärntner Landeskonservatorium Violine bei Herbert Niederdorfer und Musiktheorie bei Robert Keldorfer. Gleich im Anschluss heiratete er am 27. Jänner 1942 standesamtlich in Salzburg in erster Ehe. Im Jahr 1945 gründete er den Kammerchor St. Veit, dessen Leitung er auch übernahm. Von 1949 bis 1951 studierte er an der Universität für Musik und darstellende Kunst Wien Komposition bei Alfred Uhl, sowie Dirigieren bei Hans Swarowsky und Clemens Krauss. Nach seinem Abschluss mit Auszeichnung studierte er an der Internationalen Sommerakademie Mozarteum Salzburg Dirigieren bei Hermann Scherchen und Komposition bei Alexander Tscherepnin.
In den Jahren von 1951 bis 1967 leitete Artner die Musikabteilung des ORF-Landesstudios Kärnten in Klagenfurt. Am 6. Februar 1959 heiratete er in zweiter Ehe kirchlich in der Pfarre Maria-Treu eine Johanna Gertrude Brandner (* 21. Jänner 1918 in St. Veit/Glan); die Ehe wurde am selben Tag standesamtlich in Wien am Standesamt Wien-Innere Stadt-Mariahilf geschlossen. Erst am 18. April 1964 – mittlerweile 41 Jahre alt – wurde Artner in Schiefling gefirmt. Von 1964 bis 1966 übte er eine Lehrtätigkeit an der Lehrerbildungsanstalt Klagenfurt aus. Im Jahr 1967 war er Direktor des Kärntner Landeskonservatoriums Klagenfurt und Leiter des Kärntner Musikschulwerks Klagenfurt.

## Ehrungen
- 1963: Ehrenzeichen der Stadt St. Veit[4]
- Norbert-Artner-Park in Klagenfurt[4]
- In St. Veit-Liebenfels ist die Norbert-Artner-Musikschule nach ihm benannt.[5]

## Werke (Auswahl)

### Ensemblemusik
- Jahr, dein Haupt neig – Lied für Baßstimme, Flöte und Gitarre (1954)[6]
- Erfülltes Jahr – Kammerliederzyklus (1954)[6]
- Fanfare – für zehn Blechbläser und Pauke über "Wir singen und sagen vom Lande der Drau" (1965)[6]
- Liebster Freund – Zueignung (1969)[6]
- Die Bettlerschale – Drei Gesänge für Alt, Viola und Klavier nach Texten von Christine Lavant (1969)[6]
- Kleine lateinische Festmesse für Obermühlbach (1969)[6]
- Heimkehr aus dem Süden – Gesang für eine Baßstimme, Klarinette in B und Orgel nach der gleichnamigen Dichtung von Otto Maria Polley (1971)[6]

### Orchestermusik
- Serenade – für Frauenchor, Soloinstrumente und Streichorchester nach Texten von Ricarda Huch, Will Vesper und Karl Laubscher (1951)[6]
- Das Zauberlied – Abendmusik für Soli, Chor und Orchester nach Gedichten von Joseph Freiherr von Eichendorff (1952)[6]
- Drei Gesänge – aus "Die kleine Laterna Magica Didacta des Dorfschulmeisters Volkmar Haselbach" für Sopran und kleines Orchester (1964)[6]
- Kleine Bläserserenade – in Variationen über das altdeutsche Volkslied "In stiller Nacht" (1964)[6]

### Geistliche Musik
- Die Hochzeit des Botticelli – Oratorische Funkoper in drei Akten, Text: Hermann Lienhard (1955)[6]
- Singt dem Herrn ein neues Lied – Kantate (1955)[6]
- Drei Nocturnos – nach Texten von Rainer Maria Rilke (1956)[6]
- Gesang an Kärnten – Kantate in drei Teilen für Sprecher, gemischten Chor, Soloquartett und Orchester nach Texten von Josef Friedrich Perkonig, Johannes Lindner und G. Schnig (1960)[6]
- Gott segne dieses Haus – Kantate für Soli, Kinderstimmen und gemischten Chor nach Gedichten von Georg Trakl (1961)[6]
- Immanuel – Ein Adventoratorium nach Worten der Heiligen Schrift (1966)[6]